# Graptemys
Le tartarughe geografiche (Graptemys Agassiz, 1857) sono un genere di testuggini appartenente alla famiglia degli emididi, originarie del Nord America.

## Specie
- Graptemys barbouri Carr & Marchand, 1942 – tartaruga geografica di Barbour
- Graptemys caglei Haynes & McKown, 1974 – tartaruga geografica di Cagle
- Graptemys ernsti Lovich & McCoy, 1992 – tartaruga geografica del fiume Escambia
- Graptemys flavimaculata Cagle, 1954 – tartaruga geografica dalle macchie gialle
- Graptemys geographica (Lesueur, 1817) – tartaruga geografica settentrionale
- Graptemys gibbonsi Lovich & McCoy, 1992 – tartaruga geografica del fiume Pascagoula
- Graptemys nigrinoda Cagle, 1954 – tartaruga geografica dalle gobbe nere
- Graptemys oculifera (Baur, 1890) – tartaruga geografica dagli anelli
- Graptemys ouachitensis Cagle, 1953 – tartaruga geografica meridionale
  - G. o. ouachitensis Cagle, 1953 – tartaruga geografica del fiume Ouachita
  - G. o. sabinensis Cagle, 1953 – tartaruga geografica del fiume Sabine (a volte considerata una specie a sé: Graptemys sabinensis)
- Graptemys pearlensis Ennen, Lovich, Kreiser, Selman & Qualls, 2010 – tartaruga geografica del fiume Pearl
- Graptemys pseudogeographica (Gray, 1831) – falsa tartaruga geografica
  - G. p. pseudogeographica (Gray, 1831) – tartaruga geografica del fiume Missouri
  - G. p. kohni (Baur, 1890) – tartaruga geografica del fiume Mississippi
- Graptemys pulchra Baur, 1893 – tartaruga geografica dell'Alabama
- Graptemys sabinensis Cagle, 1953 – tartaruga geografica del fiume Sabine (a volte considerata una sottospecie: G. ouachitensis sabinensis)
- Graptemys versa Stejneger, 1925 – tartaruga geografica del Texas

## Etimologia
Il nome comune "tartaruga geografica" (in inglese map turtle; in franco-canadese tortue géographique) fa riferimento ai motivi concentrici del carapace, visibili soprattutto negli esemplari più giovani, che richiamano le curve di livello di una carta topografica.
Il nome scientifico Graptemys è una latinizzazione del greco antico γραπτός ‑ή ‑όν (graptós ‑ḗ ‑ón, «delineato, iscritto, disegnato»; derivato di γράφω, trascr. gráphō) ed ἐμύς ‑ύδος (emýs ‑ýdos, «tartaruga d'acqua dolce»; cfr. Emys) e, secondo Seidel & Ernst (2017), fa riferimento alle sottili linee chiare che decorano il carapace degli esemplari adulti.

## Distribuzione e habitat
Le tartarughe appartenenti al genere Graptemys si trovano in fiumi e torrenti di tutta la parte orientale del Nord America, dagli Stati Uniti alle regioni sudorientali del Canada.
La maggior parte delle specie predilige acque caratterizzate da correnti abbastanza forti, ma le si trova anche in specchi d'acqua più calmi come invasi artificiali e lanche.

## Descrizione
Il carapace, che presenta una corazione che va dal verde scuro al bruno, è caratterizzato da una cresta dorsale seghettata (carena) che viene mantenuta anche negli individui adulti, a differenza delle altre tartarughe della famiglia Emydidae. Ha un margine posteriore seghettato e presenta vari motivi di linee o chiazze gialle.
Il piastrone ha una colorazione chiara con dei motivi scuri, anche molto intricati.

### Dimorfismo sessuale

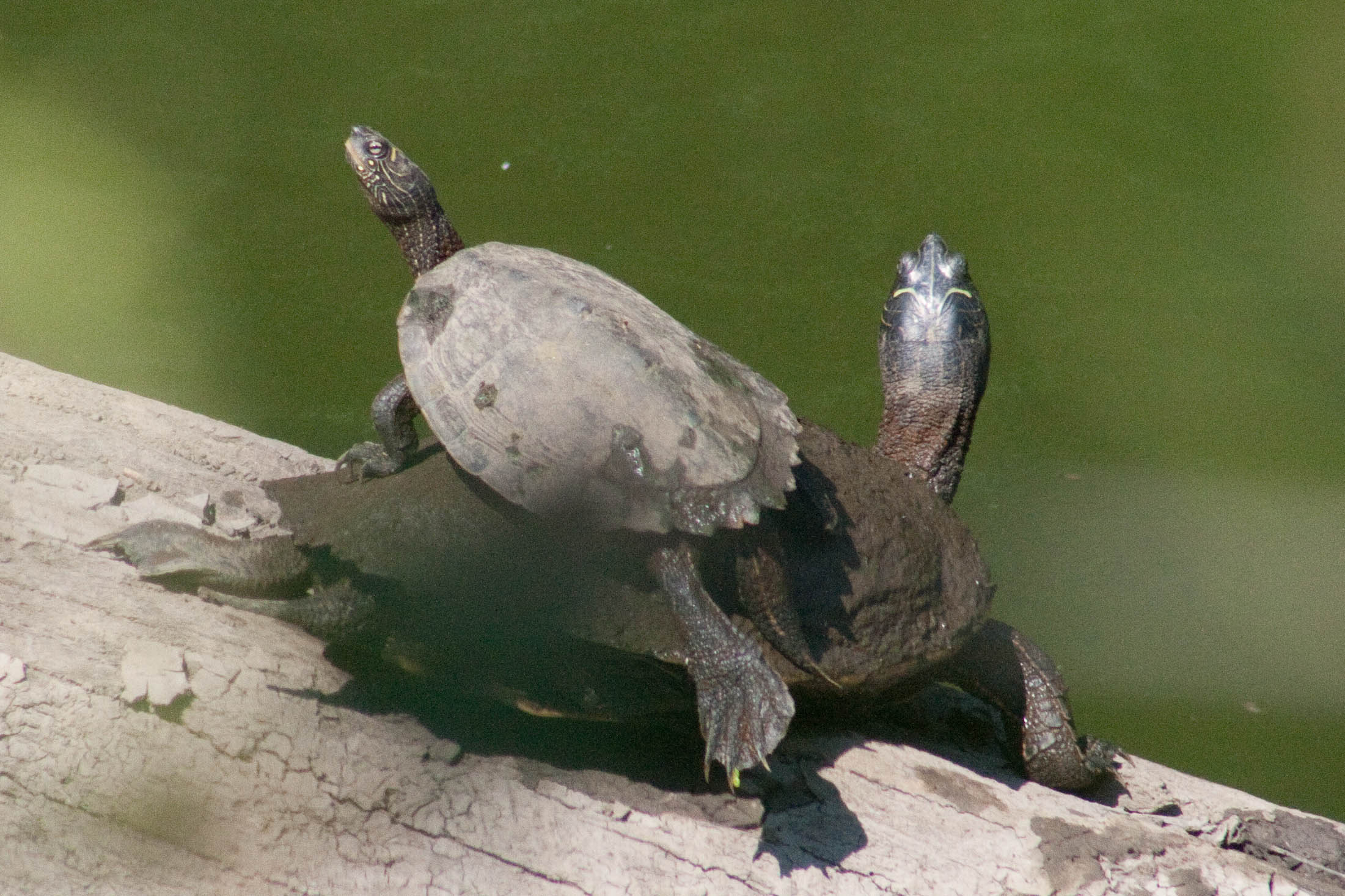
Coppia di G. pseudogeographica. Notare la differenza tra le dimensioni del maschio (sopra) e della femmina

Le Graptemys presentano un dimorfismo sessuale fortemente accentuato: le femmine sono notevolmente più grandi dei maschi, con una lunghezza all'incirca doppia e una massa corporea anche 10 volte maggiore di quella di un maschio adulto.
Inoltre, il cranio dei maschi è più piccolo e stretto di quello delle femmine; i maschi hanno una coda molto più lunga, e spessa a causa della presenza degli organi riproduttivi; la cloaca è in prossimità della punta della coda; e unghie dei maschi sono molto sviluppate in lunghezza, specialmente sulle zampe anteriori.
Le femmine hanno invece un cranio più grosso e spesso molto largo, coda tozza con apertura della cloaca entro il bordo posteriore del carapace e unghie corte.
Il sesso non si può riconoscere prima dei 4-5 anni di età.

### Morfologia del cranio
Le femmine di tutte le specie possono essere ripartite in tre gruppi in base alla larghezza del cranio e corrispondente modalità di nutrizione:
1. femmine microcefale: hanno un cranio relativamente stretto e consumano pochi molluschi conchigliati. Includono la G. flavimaculata, la G. nigrinoda, la G. oculifera, la G. ouachitensis e la G. (o.) sabinensis.
2. femmine mesocefale: hanno un cranio moderatamente largo e la loro dieta si compone prevalentemente molluschi conchigliati oltre ad altre prede più morbide. Includono la G. caglei, la G. geographica, la G. pseudogeographica, la G. p. kohni e la G. versa.
3. femmine macrocefale: hanno un cranio estremamente largo e si nutrono esclusivamente di molluschi conchigliati. Includono la G. barbouri, la G. ernsti, la G. gibbonsi, la G. pearlensis e la G. pulchra.

## Riproduzione

### Corteggiamento
Tutte le tartarughe del genere Graptemys presentano un ben strutturato rituale di corteggiamento che fa da preludio alla copulazione. Si ritiene che questo comportamento abbia come obiettivo primario quello di immobilizzare la femmina.
Il rituale di corteggiamento ha inizio con il maschio che si posiziona faccia a faccia con la femmina e, mentre questa si sposta in avanti, comincia a nuotare all'indietro per mantenere l'approccio frontale.
A questo punto, il maschio (che presenta degli artigli estremamente lunghi) vibra le zampe anteriori attorno alla regione oculare della femmina. Questo comportamento, chiamato "titillamento", è condiviso con le specie nordamericane e caraibiche del genere Trachemys.
La femmina, se è disposta all’accoppiamento, nuota verso il maschio per poi scendere sul fondo. Lì avviene l'accoppiamento vero e proprio, con il maschio che afferra il carapace della femmina con tutti e quattro gli arti, e la monta.

### Deposizione e incubazione
Differenti temperature di incubazione hanno effetti sul motivo delle macchie presenti sulla testa dei nascituri.